# بجوفو
بجوفو (به لاتین: Bejofo) یک منطقهٔ مسکونی در ماداگاسکار است که در آمباتوندرازاکا واقع شده‌است. بجوفو ۱۳٬۰۰۰ نفر جمعیت دارد و ۷۶۵ متر بالاتر از سطح دریا واقع شده‌است.